# Nonnensausen

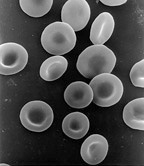
Rote Blutzellen (etwa 1500fach vergrößert)

Mit dem Ausdruck Nonnensausen (auch Nonnengeräusch; französisch bruit des diable „Teufelsgeräusch“) werden Strömungsgeräusche des Blutes bezeichnet, die beim Abhören mit dem Stethoskop wahrnehmbar sind und auf veränderte Strömungsverhältnisse bei einer Anämie (zu wenige [rote] Blutzellen) hinweisen.
Das Blutplasma – also der flüssige Teil des Blutes ohne Zellen – besitzt eine konstante und gegenüber dem Blut geringere Viskosität (verringerte Zähflüssigkeit). Erst der Anteil der Zellen des Blutes geben dem Blut seine spezielle (und bei steigender Strömung ansteigende) Viskosität. Wenn die Zahl der Zellen im Blut abnimmt, verringert sich demnach die Viskosität. Es kommt zu Turbulenzen im Blutstrom, die als surrendes (bzw. summendes oder sausendes) Geräusch, vor allem über manchen großen Blutadern (Venen) und insbesondere über der Drosselvene (Vena jugularis), wahrzunehmen sind.

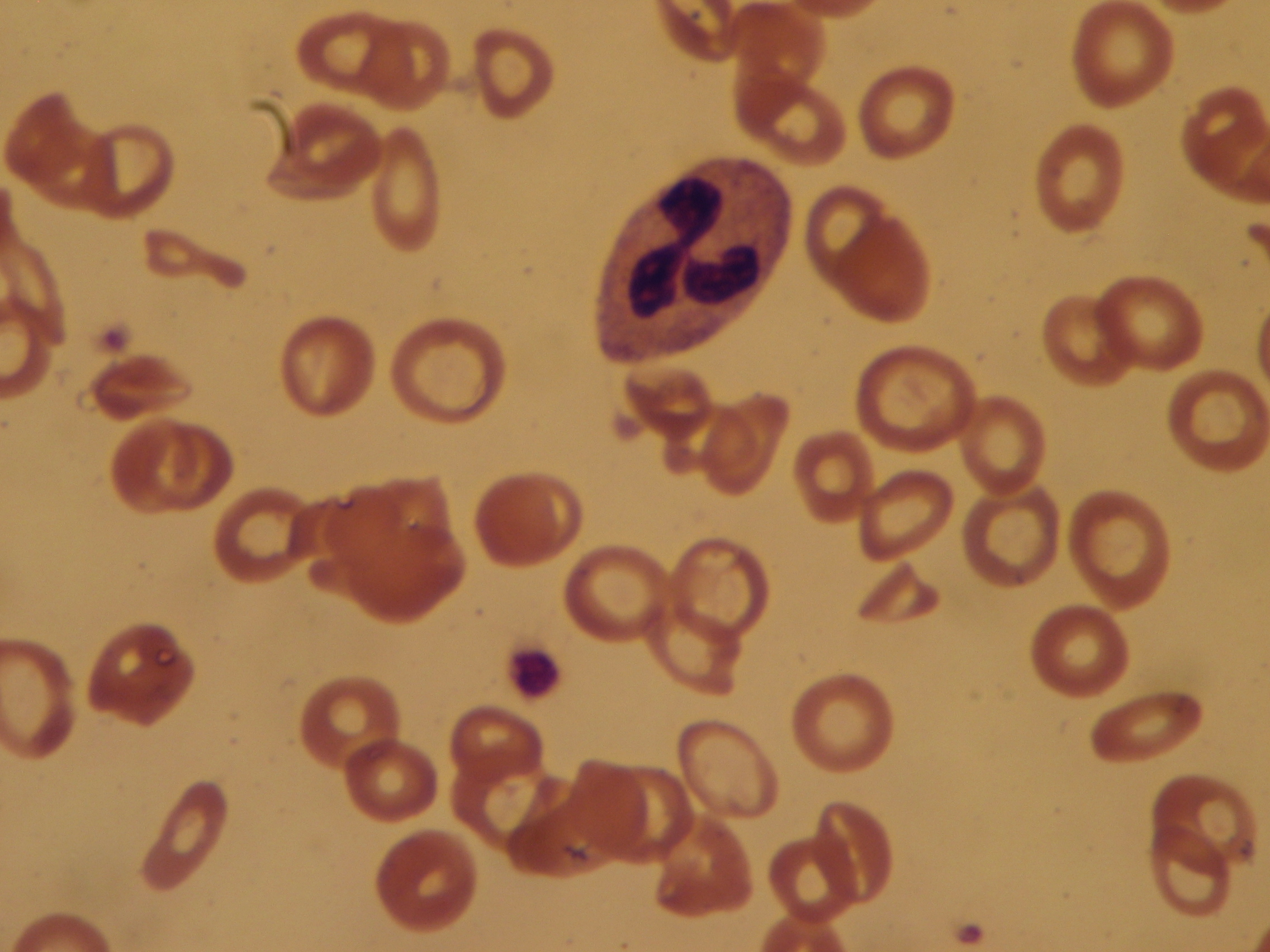
Rote Blutkörperchen (Erythrozyten) bei Eisenmangelanämie

## Begriff
Die Begriffsprägung mit diesem Ausdruck wird gerne damit erklärt, dass das Symptom früher besonders häufig bei Nonnen festgestellt worden sei. Diese seien nämlich durch ihre oftmals fleischlose und auch sonst eisenarme Ernährung besonders anfällig für eine Eisenmangelanämie gewesen. Doch war es das surrende Geräusch eines Kreisels, eines Nonne genannten brummenden Hohlkreisels, das für das Nonnengeräusch namensgebend wurde.

## Physikalischer Hintergrund
Nach der Gleichung zur Bestimmung der Reynolds-Zahl ist der Umschlag von einer laminaren Strömung zu einer turbulenten vom Kehrwert der Viskosität abhängig. Die Reynolds-Zahl ergibt sich folgendermaßen:
{\displaystyle Re={\frac {\rho \cdot v\cdot L}{\eta }}={\frac {v\cdot L}{\nu }}} mit: {\displaystyle \eta =\nu \cdot \rho }.
Die einzelnen Formelzeichen stehen für folgende Größen:
- {\displaystyle \rho } (Rho) – charakteristische Dichte des Anwendungsfalles (kg m−3).
- {\displaystyle v} – Betrag einer für den Anwendungsfall charakteristischen Geschwindigkeit (m s−1),
- {\displaystyle L} – charakteristische Länge des Anwendungsfalles (m),
- {\displaystyle \eta } (Eta) – charakteristische dynamische Viskosität des Anwendungsfalles (kg s−1 m−1),
- {\displaystyle \nu } (Ny) – charakteristische kinematische Viskosität des Anwendungsfalles (m2 s−1).

Bei Überschreitung eines Wertes von Re = 2000 geht eine laminare Strömung recht schnell in eine turbulente über. Da in dieser Beziehung die Viskosität {\displaystyle \eta } unter dem Bruchstrich steht, nähert sich die Zahl Re mit abnehmender Viskosität diesem Wert und überschreitet sie bei einem kritischen Wert für {\displaystyle \eta }, der bei Anämien bisweilen überschritten wird.
Schmidt et al. schreiben dazu: „Bei erhöhten Strömungsgeschwindigkeiten (z. B. bei Gefäßstenosen) oder bei reduzierter Blutviskosität (z. B. bei schweren Anämien) kommt es auch in herzfernen Arterien zu turbulenter Strömung, die zu auskultierbaren Strömungsgeräuschen führen kann.“